# Guido Marlière
Guido Thomaz Marlière (Jarnages, 3 de dezembro de 1767  — Guidoval, 15 de junho de 1836) foi um militar francês que atuou como colonizador no Brasil.
Lutou nas guerras napoleônicas, tanto a favor como contra os franceses, o que o forçou a migrar para o Brasil.
Foi capitão de cavalaria e diretor dos índios no Brasil, com 33 anos de serviços soldado e suboficial do Regimento da Coroa, ao passar do tempo foi qualificado como sargento e logo após recebeu o cargo de subtenente.
Foi responsável pela criação de diversos núcleos de povoação e por "pacificar" índios de várias tribos diferentes, dentre os quais o índio Guido Pokrane.
Ficou conhecido por seu humanismo, em choque com as ideologias de conquista sangrenta próprias da época colonial. Muito perseguido pela desconfiança de traição aos portugueses, que estavam em guerra contra a França de Napoleão, após vir para o Brasil, foi preso em Vila Rica (atual Ouro Preto).

## Da prisão ao convívio com os nativos
Sendo finalmente considerado inocente do crime de espionagem, em 12 de fevereiro de 1812, foi posto em liberdade por ordem do príncipe regente D. João VI. Ainda quando esperava por sua absolvição, havia enviado uma carta ao desembargador-ouvidor em que relatava sua história como político, nobre e militar, falando também de sua infância e de sua mulher Maria Vitória. Na missiva ele solicitava sua designação para um lugar afastado da civilização, onde pudesse trabalhar entre os índios assim que fosse libertado da prisão. 
O pedido de Marlière foi atendido e em 1813 chegou à região compreendida hoje pelo município de Rio Pomba. Ali deu início a um grande trabalho de "pacificação" de índios sobretudo os botocudos. Sua primeira missão foi a de fazer um levantamento sobre usurpação de terras, abusos correlatos e ao mesmo tempo promover a restituição das terras ocupadas pelos brancos. 
Pelo sucesso da missão Marlière obteve a nomeação para o cargo de Diretor Geral dos Índios em Minas Gerais. Propôs a substituição de administradores inadequados ao trato com o indígena; criação de escola primária; abrigo hospitalar, além de verificar a possibilidade de ocorrência de ouro na região. A educação ligava-se ao princípio da aproximação do indígena com o branco. A defesa do indígena contra a ação deveria ser feita na medida em que o gentio estivesse ocupado em uma atividade qualquer. 

## O pacificador do Vale do Rio Doce
Seu trabalho no Vale do Rio Doce junto aos botocudos o tornou célebre, sendo que o nome do município de Marliéria é mais uma homenagem a esta personalidade histórica. Sua área de atuação corresponde hoje à região onde estão instalados municípios como Jaguaraçu, Antônio Dias, Timóteo, Coronel Fabriciano e Ipatinga, além da já referida cidade de Marliéria. 
Em 1828 fundaria o atual município de Cataguases, época em que se encontrava no local denominado Porto dos Diamantes como inspetor dos serviços da Estrada de Minas. A estrada atenderia a uma nova política de ocupação da região da Zona da Mata. Um ano depois de fundar Cataguases, Marlière foi reformado no posto de coronel, sentindo-se frustrado por não poder terminar a sua obra.
Como diretor-geral dos Índios em Minas Gerais, havia construído um quartel em um lugar chamado Serra da Onça de onde comandava toda região, tendo residido em uma fazenda de nome Guidoval, na região onde hoje está instalado o município homônimo. Foi nesta propriedade em que veio a falecer em 15 de junho de 1836, onde, acredita-se, estão sepultados seus restos mortais no Monumento do Guido.

## Apreciação
Marliére foi um europeu querido dos índios, que se empenhou autenticamente para evitar o massacre dos botocudos, durante os primeiros movimentos de guerra do conde de Linhares. 
Auguste de Saint-Hilaire, quando esteve no rio Doce, apreciou seu trabalho com os índios e lhe deu grande apoio. Doente em Paris, recebeu dele carta comovente: «Aflijo-me pela sua má saúde, como se fôsseis um irmão; não sereis chorado apenas pelos que se dedicam à ciência; sê-lo-eis também pelos meus pobres índios que aprenderam que noutro hemisfério têm um amigo que pleiteia sua causa diante do tribunal da Humanidade.»